# 楊希
楊希（やんしー 、1956年 - ）は、中華人民共和国の女子バレーボール選手。河北省保定市出身。身長180cm。
1973年、中国人民解放軍のバレーボールチームに入団する。顔が山口百恵にそっくりであったため、1977年ワールドカップでは、中国の百恵ちゃんと呼ばれて人気を博した。

## 球歴
- 1977年　ワールドカップ （4位）
- 1978年　世界選手権 （6位）
- 1981年　ワールドカップ　（1位）